# 丁览
丁览（?—?），字孝连，会稽郡山阴县（今浙江省绍兴市）人。三国时期孙吴大臣。
丁览八岁丧父而孤，出身寒微，清身立行。把财物让给弟弟，以义让为人称道。开始为郡功曹，守始平县长。为人门无杂宾，与虞翻为友。孙权非常尊重对待他，未及擢升使用，等到病卒，孙权非常痛惜。丁览的儿子丁固当时在襁褓中，阚泽见到后说此儿后必致公辅。丁固在孙皓时官至司徒。